# Ley Constitucional de la Federación Checoslovaca
La Ley Constitucional de la Federación Checoslovaca (en checo: Ústavní zákon o československé federaci; en eslovaco: Ústavný zákon o česko-slovenskej federácii) CEPC fue una ley constitucional en Checoslovaquia aprobada el 27 de octubre de 1968 y en vigor desde 1969 a 1992. Convirtió al entonces unitario Estado checoslovaco en una federación.

## Federación
Durante casi toda su existencia como nación independiente, Checoslovaquia había sido un estado unitario; la única excepción es la "era Checo-Eslovaquia" inmediatamente antes de la Segunda Guerra Mundial. La concentración de la autoridad gubernamental en Praga fue una fuente de descontento en Eslovaquia durante la década de 1960. Como parte de las reformas de la Primavera de Praga, el líder del Partido Comunista de Checoslovaquia (KSČ por sus siglas en checo y eslovaco) Alexander Dubcek, un eslovaco, trató de otorgar más autonomía a los eslovacos. De hecho, la reforma resultante fue prácticamente el único producto de la Primavera de Praga que sobrevivió.
La promulgación de la Ley Constitucional de la Federación enmendó cincuenta y ocho artículos de la Constitución de Checoslovaquia de 1960 sobre la estructura del gobierno. Se declaró que el estado checoslovaco era una federación de "dos naciones fraternales iguales", la República Socialista Checa y la República Socialista Eslovaca, cada una con su propia administración nacional paralela y, al menos en teoría, igual en estatus al gobierno federal. La doble nacionalidad (Artículo 5 (3): "Todo ciudadano checoslovaco es al mismo tiempo un ciudadano de la República Socialista Checa o de la República Socialista Eslovaca"), y muchas de las antiguas funciones del gobierno central fueron colocadas bajo la jurisdicción de los dos gobiernos nacionales. El gobierno federal retuvo la jurisdicción exclusiva sobre los asuntos exteriores, la defensa nacional, las reservas federales y los recursos nacionales y mantuvo jurisdicción conjunta en una serie de otros asuntos, pero el alcance de la reforma de federalización fue enorme.

## Legislatura federal
El cambio más significativo y duradero de la ley constitucional de 1968 fue el reemplazo de la Asamblea Nacional unicameral por una legislatura bicameral conocida como Asamblea Federal de Checoslovaquia. Los dos órganos, con igual autoridad, eran la Cámara del Pueblo que era idéntica a la antigua Asamblea Nacional, y la Cámara de las Naciones, que contenía un número igual de checos y eslovacos. Junto con una disposición (artículo 42) de que determinadas decisiones requerían el consentimiento de la mayoría de cada mitad (checa y eslovaca) de la Cámara de las Naciones, y una disposición (artículo 41) de que las enmiendas constitucionales, las leyes orgánicas, la elección del presidente y las declaraciones de guerra requirieron una supermayoría de tres quintos no solo en la Cámara del Pueblo sino también de cada mitad (checa y eslovaca) de la Cámara de las Naciones, esta reforma institucional fue diseñada para acabar con el miedo eslovaco de la dominación checa del poder legislativo del gobierno.

## Desarrollos posteriores
Sin embargo, pronto quedó claro que muchos aspectos de la federalización de 1968 eran imprácticos tanto desde el punto de vista político como administrativo. El poder político permaneció firmemente centralizado en el Partido Comunista (las propuestas para federalizar el partido se abandonaron después de la invasión soviética de 1968 en Checoslovaquia), y la administración de dos sistemas económicos, dos sistemas policiales y similares resultó inviable. Como resultado, las enmiendas de julio de 1971 a la Ley Constitucional de la Federación de 1968 unificaron la administración de estas y otras funciones gubernamentales, pusieron fin a la práctica de la doble ciudadanía y, lo más importante, autorizaron al gobierno federal a interferir e invalidar medidas de los gobiernos nacionales (de manera similar al gobierno del presidente en India y la intervención federal en Argentina). Aunque la mayoría de las estructuras de la reforma de 1968 permanecieron intactas, los observadores del sistema de gobierno checoslovaco en la década de 1970 coincidieron en que el federalismo seguía siendo poco más que una fachada después de la promulgación de las enmiendas constitucionales de 1971. En mayo de 1975, la Ley Constitucional de la Federación de 1968 fue enmendada nuevamente para permitir que Gustáv Husák asumiera la presidencia de manos del enfermo Ludvík Svoboda.

## Divorcio de terciopelo
La ley constitucional fue reemplazada por la nueva Constitución de la República Checa y la Constitución de Eslovaquia que entraron en vigor el 1 de enero de 1993, después de la disolución efectivamente negociada de Checoslovaquia. La Ley Constitucional de la Federación Checoslovaca no había previsto ninguna disolución y no discutía ningún derecho de las naciones a la autodeterminación. La Declaración de Independencia de la República Eslovaca del Consejo Nacional Eslovaco aprobada en julio de 1992 era, por tanto, inconstitucional; al menos los resultados previstos eran indiscutiblemente inconstitucionales. Esa declaración y su conflicto con el sistema constitucional de Checoslovaquia han persuadido a la mayoría de los políticos checos y eslovacos de que las negociaciones sobre la disolución se habían vuelto inevitables.